# 12073 Larimer
A 12073 Larimer (ideiglenes jelöléssel 1998 FD66) a Naprendszer kisbolygóövében található aszteroida. A LINEAR projekt keretében fedezték fel 1998. március 20-án.